# Brasão de armas da Tunísia

O brasão de armas da Tunísia exibe um navio, juntamente com um leão segurando uma espada, e uma balança. No centro, apenas no âmbito do navio, existe uma faixa com o lema nacional, em árabe: Liberdade - Ordem - Justiça. O emblema central da bandeira nacional está acima do escudo. O fundo é a ouro em todas as secções.